# The Science of Things
The Science of Things ist das dritte Studioalbum der britischen Post-Grunge-Band Bush, und das vierte ihrer Karriere und der Nachfolger des Remixalbums Deconstructed.

## Geschichte
Auf The Science of Things ist deutlich zu hören, dass Bush bei diesem Album, noch mehr als beim Vorgänger Razorblade Suitcase, ein erhöhtes Augenmerk auf elektronischen Sound gelegt haben, der zwar im gesamten Album hörbar ist, jedoch nie in den Vordergrund rückt.
Das Album erreichte als höchste Chartplatzierungen Platz 11 in den USA, Platz 19 in Deutschland und Platz 28 in Großbritannien.

## Titelliste
1. Warm Machine – 4:25
2. Jesus Online – 3:44
3. The Chemicals Between Us – 3:37
4. English Fire – 3:31
5. Spacetravel – 4:45
6. 40 Miles from the Sun – 3:39
7. Prizefighter – 5:41
8. The Disease of the Dancing Cats – 4:01
9. Altered States – 4:11
10. Dead Meat – 4:16
11. Letting the Cables Sleep – 4:36
12. Mindchanger – 4:48

Alle Songs des Albums wurden von Gavin Rossdale geschrieben.

## Singles
Drei Songs von The Science of Things wurden als Single veröffentlicht:
- Die erste Singleauskopplung war im Jahr 1999 The Chemicals Between Us. Der Song erreichte in den US-amerikanischen Single-Charts mit Platz 63 seine höchste Platzierung.
- Im Jahr 2000 folgte mit Warm Machine die zweite Auskopplung, die in den britischen Single-Charts bis auf Platz 45 stieg.
- Ebenfalls 2000 erschien mit 40 Miles from the Sun die letzte Single; sie kam in den britischen Charts auf Platz 51.

## Dies und Das
- Auf dem Lied Spacetravel ist Rossdales spätere Ehefrau Gwen Stefani zu hören.